# Dolomedes bistylus
Dolomedes bistylus är en spindelart som beskrevs av Roewer 1955. Dolomedes bistylus ingår i släktet Dolomedes och familjen vårdnätsspindlar.
Artens utbredningsområde är Kongo. Inga underarter finns listade i Catalogue of Life.